# Ода Нобунага
Ода Нобунага (на японски: 織田 信長; 1534 – 1582) е японски пълководец и държавник, един от обединителите на феодална Япония, един от главните даймио в периода Сенгоку в Япония. Той е бил познат като отличен боец и заради мощта му в битка получил прякора Краля на демоните.
С падението на императорския двор и последвалата го зора на шогуните в края на 12 в. Япония изпада в период на междуособни войни между отделни феодални фракции. Стихийните граждански войни бушуват над архипелага практически в продължение на над 400 години до обединяването на страната през периода Едо. До голяма степен поне в началото това се дължи на нападенията на китайско-корейско-монголските войски на Кубилай хан, които, въпреки че са успешно отбити, изпразват хазната на шогуната Ходжо и, понеже той влага целия си ресурс в отбраната на Кюшу, няма с какво да изплати обещаното възнаграждение за участващите в битката фамилии, които остават дълбоко обидени от това, смятайки, че те са истинската причина за победата, и започват да търсят реванш.
За бурните събития и сътресения в японския свят през 16 в. допринасят също така и разпространението на будизма и християнството, а също така и навлизането на огнестрелните оръжия. Отделни амбициозни феодали – авантюристи (предшественици на даймьо) се пробват на няколко пъти да възстановят императорската власт начело със себе си, чиито опити костват животите им, както и тези на много други войници и още повече мирни селяни. Следват поредица от слаби шогуни, при които и властта на шогуната отслабва, а отделните феодали стават все по-силни и независими и все по-често сформират съюзи и в разразилите се войни също толкова бързо ги рушат по една или друга причина, създавайки обстановка на пълен хаос в страната. Този хаус достига апогея си през втората половина на 16 в. – т.нар. период Сенгоку джидай (епохата на воюващите провинции) – тогава феодалите съсредоточават най-крупна власт в ръцете си, докато шогуните съвсем я губят, но въпреки това страната успява да стигне до временно обединение макар и несигурно и съпроводено също така от нови размирици. Причината за това са резултатите от управлението на трима поредни военни владетели: Ода Нобунага (1534 – 1582), Тойотоми Хидейоши (1536 – 1598) и Токугава Иеясу (1542 – 1616). За характерните особености на техните изключителни бойни, тактически и политически качества най-добре говори една японска поговорка, гласяща че ако една пойна птичка не пее, то Нобунага веднага ще я убие, Хидейоши ще я накара да пропее, а Йеясу просто ще я изчака да запее.
Ода Нобунага първоначално е даймьо от провинция Овари, който обаче много бързо започва да се издига въпреки не особено високото си социално положение. Проявявайки завидни тактически умения той печели поредица от битки срещу съперничещи местни даймьо, като най-значителна е победата му над войските на Имагава Йошимото в битката при Окехадзама (до днешната Нагоя) през 1560 г., където в пъти по-малобройните му войски (2500 до 5000 самураи) обграждат и разбиват силите на Имагава (25 000 до 35 000 самураи).
Само осем години по-късно войските на Ода Нобунага влизат победоносно в столицата Киото като съюзници на Ашикага Йошиаки в борбата му срещу неговите роднини за шогунската власт. Йошиаки става шогун, но още от самото начало на всички става ясно, че реалната власт е попаднала в ръцете на Нобунага, който само формално издава заповедите си чрез него под формата на публични директиви и препоръки, а впоследствие шогуна дори е отстранен от столицата поради обвинения във връзки с рода Такеда – стари врагове на Ода. Той запазва още дълго време титлата шогун в своето изгнание, но безвъзвратното пропадане на шогуната Ашикага продължава, докато в страната вилнеят войските на Ода Нобунага
Нобунага е изключителна личност с много силно его и блестящи пълководчески умения, проявяващ безгранична жестокост, когато става въпрос за защита на личните му интереси. Хладнокръвно избива редица от най-близките членове на собственото си семейство по различни причини, но това не е особено необичайно за похватите за епохата. По-брутална негова практика са масовите погроми и кланета над победени даймьо и владенията им. Например след обсадата на Нагашима (1574) всички победени врагове — не само пленени войници, но и всички заловени цивилни от провинцията на брой над 20 000 души — са изгорени живи по негова заповед. Също така Нобунага решава, че будистите са потенциална опасност за страната и започва широка кампания по залавяне и екзекуции на будистки свещеници, и то само защото преди векове били инспирирали бунтове в страната. Най-кървавите инциденти във връзка с тези събития са при превземането на замъка на сектата Джодо Шин в Ишияма, както и след унищожаването на храма Енрякуджи на сектата Тендай, издигащ се на хълма Хией в Киото, където над 10 000 души — не само свещеници, но и жени и деца — са поголовно изклани от войниците му.
Егото на Нобунага дори не му позволява да си присвои титлата шогун и да легитимира властта си по този начин, тъй като според него това би го принизило до по-ниско ниво спрямо човека, който ще го удостои с тази титла. Но си построява храм, където да му бъдат оказвани почести като на божество, а също така и обявява рождения си ден за държавен празник.
Въпреки разрушителния му характер неговите действия се оказват градивни за държавата. Завоюваните земи са раздадени на васалите му и преразпределени наново, като тази практика е продължена и от последвалите го владетели. Въведена е и реформа в намиращите се под негова властземеделски земи, конфискувано е оръжието на обикновените селяни, въведени са еднакви мерки и теглилки за цялата страна. А през 1576 г. е завършено строителството на колосалния замък Адзучи на брега на езерото Бива, който става негова резиденция.
Освен това Ода Нобунага е първият японски военачалник, който осъзнава предимствата на внесеното в страната огнестрелно оръжие и го въвежда в своята армия, преустройвайки според него бойния ѝ ред. Само 6 години, след като за първи път португалци донасят огнестрелно оръжие в Япония, едва 15-годишният Ода Нобунага поръчва 500 мускета за своите войници. Масовото им въвеждане се забавя известно време, докато японските майстори внесат необходимите подобрения за намаляване на теглото им и по-бързото презареждане за повторен изстрел. Други даймьо също купуват мускети и са живо заинтересовани да ги въведат на въоръжение, но изглежда Нобунага съумява най-ефективно да ги използва. Това се вижда ясно в битка при Нагашино (1575) – първата с масово използване на огнестрелно оръжие, където войските на Такеда Кацуйори са напълно разгромени (тази битка е изобразена макар и с някои дребни неточности и с доста драматични окраски в емблематичния филм на Акира Куросава „Кагемуша – сянката на воина“). След това сражение употребата на огнестрелно оръжие се превръща в тенденция за всички останали даймьо и въобще за японското военно дело.
Основната цел на този военен владетел изписана и на неговия печат е „Тенка Фубу“ (буквално: Обединено царство под военно управление). По всичко личи, че в скоро време той наистина ще успее да обедини страната и да наложи пълната си власт над нея, когато бурният му и изпълнен с жестокости живот достига до логичния си край през 1582 г.
По ирония на съдбата горящият храмове човек загива именно в горящ храм, това се случва докато той преследва сред пламъците на храма Хонноджи един негов изменил му офицер – Акечи Мицухиде, но впоследствие не успява да се измъкне. Много е вероятно да се е самоубил ритуално, преди пламъците да го погълнат.